# Скаржинский, Пётр Васильевич
Пётр Васильевич Скаржинский (1881—1956) — последний волынский губернатор, действительный статский советник.

## Биография
Православный. Потомственный дворянин.
Окончил Александровский лицей.
В 1913 году состоял директором канцелярии Министерства внутренних дел Российской империи.
В 1915 году назначен на пост Волынского губернатора, каковой занимал до Февральской революции.
В 1917 году эмигрировал в Европу.
С 1926 по 1926 год являлся председателем окружного совета Объединенных монархических организаций в Югославии, председателем Бюро беженских организаций в Югославии, а также заместителем председателя Русского комитета в Югославии.
В 1926 году был делегатом Российского зарубежного съезда в Париже.
С 1940 по 1956 год избирался председателем Высшего монархического совета.
Умер в 1956 году в коммуне Дорнштадт в Германии.